# Concile de Vannes
Le concile provincial de Vannes qui se tint en 461 ou 465 est présidé par saint Perpetuus, métropolitain de Tours. Ce concile marqua « officiellement » la fondation de l'évêché de Vannes ainsi que la consécration du saint patron de la ville : Paternus

## Le concile de Vannes

### Historique

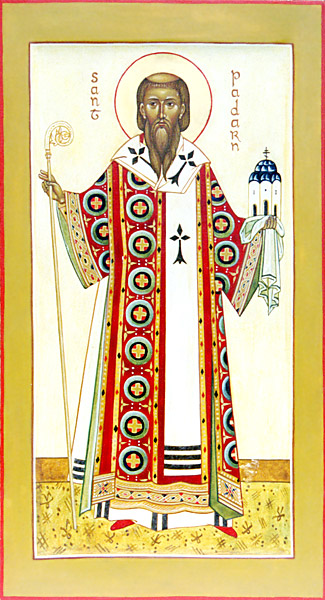
Icône de St. Patern de Vannes peinte pour l'Association orthodoxe sainte Anne (Bretagne).

C'est la première fois que la cité des Vénètes accueille l'évêché et les ordres religieux catholiques. Les évêques présents lors du concile de Vannes sont : Nonnechius Ier, évêque de Nantes; Perpetuus, évêque de Tours et Athemius, évêque de Rennes.
La présence d'une communauté chrétienne sur le territoire vénète est établie avant le concile de Vannes. L'existence d'un évêque des Vénètes est attestée en 453 lors du concile d'Angers mais ce n'est qu'en 461 ou 465 et la tenue du concile de Vannes que le premier évêque de Vannes est formellement identifié et attesté. Ce concile consacre Patern, un Gallo-romain, saint patron de la cité et l'un des sept saints fondateurs de la Bretagne.

### Mesures prises par le concile
Le concile de Vannes consacra saint Patern en tant qu'évêque de Vannes episcopus Venetensis (évêque des Vénètes). Les limites assignées a l'évêché furent naturellement celles du territoire des Vénètes : 
- Au sud : l'océan Atlantique.
- Au nord : Le massif de Paimpont ou l'Oust.
- À l'est : la Vilaine.
- À l'ouest : l'Ellé.

Les évêques réunis lors de ce concile édictèrent seize canons, on trouve parmi ceux-ci : 
Ier Canon

« ...ordonne de séparer de la communion des homicides et des faux-témoins, jusqu'à ce qu'ils eussent fait pénitence. »

IIe Canon

« ...sépare de la communion ceux qui, répudiant leurs femmes comme adultères, sans prouver qu'elles le fussent, en épouseroient d'autres. Il ne dit point s'il faut casser ou non ce second mariage. »

IIIe Canon

« ...ne veut pas que les ecclésiastiques, à qui le mariage est interdit, se trouvent aux noces des autres, ni dans tous les endroits où leurs oreilles et leurs yeux, destinés aux sacrés mystères, pourroient être souillés par des spectacles ou des paroles déshonnêtes. »

XIIIe Canon

« ...en condamnant très-fortement l'ivrognerie dans les ecclésiastiques comme une source de toute sorte de péchés, veut qu'on les punisse corporellement.. »

XVIe Canon

« Sous peine d'excommunication, les clercs ne doivent se livrer à la divination par les sorts des saints et la sainte écriture. »

Autres canons
- Interdiction aux clercs de partager un repas avec des juifs.
- Obligation pour les clercs et les moines de se soumettre à l'autorité des évêques.
- Ordonne aux habitants des villes d'assister aux matines.
- Proclame une seule et même règle dans les offices divins : unité liturgique à l’intérieur d’une même province.

## Autres conciles de Vannes
Dans sa chronologie historique, Louis de Mas Latrie fait état d'autres conciles qui se sont tenus à Vannes :
- 818 : assemblée d'évêques et de grands seigneurs tenue par Louis le Pieux après la défaite de la révolte des Bretons à Vannes.
- 848 : assemblée d'évêques tenue à Vannes ou au monastère Saint-Sauveur de Redon par Nominoë qui se fit couronner roi.
- 1040 : concile sur la discipline.
- 1455 : concile sur la translation de saint Vincent Ferrier (Vannes ou Tours).

### Sources
- Bertrand Frélaut, Histoire de Vannes, Éditions Jean-Paul Gisserot, 2000 (lire en ligne).
- Louis de Mas Latrie, Chronologie historique des papes, des conciles généraux et des conciles des Gaules et de France, P. H. Krabbe, Paris, 1836 (lire en ligne).
- Abbé Paul Filsjean, Pons Augustin Alletz, Dictionnaire des conciles : suivi d'une collection des canons les plus remarquables, Gauthier frère et Cie, Paris, 1835 (lire en ligne).